# Dorcadion acutispinum
Dorcadion acutispinum es una especie de escarabajo longicornio de la subfamilia Lamiinae. Fue descrita científicamente por Motschulsky en 1860.
Se distribuye por Kazajistán. Mide 12,5-17,4 milímetros de longitud. El período de vuelo ocurre en los meses de abril y mayo.